# Aphorismus
Ein Aphorismus (von altgriechisch ἀφορίζειν ‚genau bestimmen, abgrenzen‘) ist ein selbständiger einzelner Gedanke, ein Urteil oder eine Lebensweisheit. Er kann aus nur einem Satz oder wenigen Sätzen bestehen. Oft formuliert er eine besondere Einsicht rhetorisch als allgemeinen Sinnspruch (Sentenz, Maxime, Aperçu, Bonmot). Dagegen gelten Auszüge aus anderen Texten, wie geflügelte Worte oder pointierte Zitate, literaturwissenschaftlich nicht als Aphorismen. Ein Verfasser von Aphorismen wird als Aphoristiker bezeichnet.

## Eigenschaften
Erst seit dem frühen 20. Jahrhundert wird der Aphorismus als eigenständige Prosagattung anerkannt und erforscht. Er gilt als Textform mit folgenden Kerneigenschaften:
- In der Tendenz eher nichtfiktional, ist er sowohl der Literatur als auch der Philosophie zuzuordnen.
- Sein häufigstes Bauprinzip ist die Antithese, zum Beispiel: Das Leben ist kurz, die Kunst ist lang (Hippokrates), die oft auch noch polemisch zugespitzt wird.
- Besonders wenn ein Sprachbild aufgegriffen und bildlich verlängert wird, führt die antithetische Wendung häufig zum Paradoxon, zum Beispiel, Mit dem Band, das ihre Herzen binden sollte, haben sie ihren Frieden stranguliert (Lichtenberg).
- Viele Aphorismen finden Verwendung als Einträge in Poesiealben und Zitatenschätzen.

## Begriffsherkunft
Das Wort „Aphorismus“ stammt aus dem altgriechischen ἀφορισμός (aphorismόs) und kann folgende Bedeutungen haben:
- Abgrenzung, Definition
- medizinischer Lehrsatz (etwa bei Hippokrates von Kos und Herman Boerhaave)
- Sentenz als Weisheitsspruch
- kurzer prägnanter Stil.

Das zugehörige Verb ἀφορίζειν (aphorízein, von *ap[o]-horízein) „genau bestimmen, abgrenzen“, lässt sich vom Wort ὅρος hóros „Begrenzung, Bedingung“ ableiten, von dem auch das deutsche Wort „Horizont“ abstammt.

## Geschichtliche Entwicklung
Der erste Aphoristiker war Heraklit von Ephesos. Auch Platon rechnet Heraklit zu den Aphoristikern. Das erste Werk, das zu einem großen Teil aus Aphorismen bestand, waren die Schriften des Hippokrates, die jedoch von vielen einzelnen Autoren der koischen Schule stammen. In den sieben Büchern Aphorismen der hippokratischen Schriftensammlung werden in aphoristischer Form medizinische Lehrsätze aufgestellt.
Die literarisch-philosophische Gattung entwickelte sich erst später. Zu ihren Meistern gehören vor allem die französischen Moralisten des 17. und 18. Jahrhunderts, u. a. François de La Rochefoucauld, Jean de La Bruyère, Joseph Joubert, Luc de Clapiers, Marquis de Vauvenargues sowie der Spanier Baltasar Gracián.
Eine lange Tradition hat der Aphorismus im deutschsprachigen Raum. Auf Georg Christoph Lichtenberg (Sudelbücher) im 18. Jahrhundert folgen u. a. Johann Wolfgang von Goethe, Jean Paul, Friedrich Schlegel, Novalis, Arthur Schopenhauer, Friedrich Nietzsche, Karl Kraus, Franz Kafka, Ludwig Wittgenstein, Theodor W. Adorno, Elias Canetti, Émil Cioran und Elazar Benyoëtz.
In Polen sind zu nennen: Stanisław Jerzy Lec, Karol Irzykowski, Adolf Nowaczyński, Henryk Elzenberg und Wojciech Wiercioch.
Weitere bekannte Aphoristiker sind Laotse, Konfuzius, Oscar Wilde, George Bernard Shaw, Andrzej Majewski und Paul Valéry.

## Aphoristiker über Aphorismen
- Marie von Ebner-Eschenbach (1830–1916): „Ein Aphorismus ist der letzte Ring einer langen Gedankenkette.“ (eröffnet den Band Aphorismen, 1880.)
- Ambrose Bierce (1842–1914): „Aphorismus, m. Vorverdaute Weisheit.“ (Original: Predigested wisdom, aus The Devil’s Dictionary, 1911.)
- Friedrich Nietzsche (1844–1900): „Ein Aphorismus, rechtschaffen geprägt und ausgegossen, ist damit, dass er abgelesen ist, noch nicht ‚entziffert‘; vielmehr hat nun dessen Auslegung zu beginnen, zu der es einer Kunst der Auslegung bedarf.“ (aus der Vorrede zur Genealogie der Moral, 1887.)
- Hans Kudszus (1901–1977): „Jeder Aphorismus ist das Amen einer Erfahrung.“ (eröffnet den Band Jaworte, Neinworte. Aphorismen. Suhrkamp, Frankfurt a. M. 1970.)
- Karlheinz Deschner (1924–2014): „Ein Aphorismus ist der Versuch, schon den Ton als Konzert auszugeben.“ (Ärgernisse. Aphorismen. Rowohlt, Reinbek 1994.)
- Elias Canetti (1905–1994): „Die großen Aphoristiker lesen sich so, als ob sie einander gut gekannt hätten.“ (Aufzeichnungen 1942–1948. Hanser, München 1965.)
- Helmut Arntzen (1931–2014): „Im Aphorismus ist der Gedanke nicht zu Hause, sondern auf dem Sprung.“ (Kurzer Prozess. Nymphenburger, München 1966.)
- Elazar Benyoëtz (* 1937): „Ein Aphoristiker sagt so viel, wie sich denken lässt, und nicht mehr, als man sich ausmalen kann.“ (Der Mensch besteht von Fall zu Fall. Reclam, Leipzig 2002, S. 82.)
- Klaus von Welser (1942–2014): „Der Systematiker führt seine Gedanken aus, der Aphoristiker führt sie heim.“ (Neuere Studien zur Aphoristik und Essayistik. Hrsg. v. G. Cantarutti. Peter Lang, Frankfurt am Main 1986, S. 31.)
- Jacques Wirion (* 1944): „Nur scheinbar kommt der Aphorismus denen entgegen, die keine Zeit haben.“ (Sporen. Esch/Sauer, Op der Lay 2005, S. 54.)
- Alfred Grünewald (1884–1942): „Als ich erkannte, daß man sich den Leuten nicht gut ohne Gebrauchsanweisung verschreiben kann, entschloß ich mich für den Aphorismus.“ (Alfred Grünewald, Ergebnisse. Ed. Memoria, Hürth bei Köln 1996, S. 38.)
- Karl Kraus (1874–1936): „Ein Aphorismus braucht nicht wahr zu sein, aber er soll die Wahrheit überflügeln. Er muß mit einem Satz über sie hinauskommen.“ (Karl Kraus, Werke Bd. 3, ed. H. Fischer, S. 326.)
- Karl Kraus: „Der Aphorismus deckt sich nie mit der Wahrheit; er ist entweder eine halbe Wahrheit oder anderthalb.“ (Sprüche und Widersprüche. Karl Kraus, Fackel 270/271 32.)
- Elazar Benyoëtz: „Aphorismus – ein Wort in Sinn getaucht.“ (Treffpunkt Scheideweg. Elazar Benyoëtz.)
- Markus Mirwald (* 1982): „Aphorismen zu schreiben, ist der Versuch, eine An- oder Einsicht in wenige Worte zu fassen – und glaubhaft zu machen, dass es dem nichts hinzuzufügen gibt.“ (Der vielleicht größte Schatz: Wesentliches in wenigen Worten (Band 1). Wölbling 2017, S. 9)

## Aphoristikertreffen
Seit 2004 findet in Hattingen an der Ruhr alle zwei Jahre ein deutschsprachiges, inzwischen internationales Aphoristikertreffen statt. Veranstalter dieses Forums sind der Förderverein Deutsches Aphorismus-Archiv Hattingen e. V. (DAphA) und das Stadtmuseum Hattingen.

## Aphoristische Stilmittel
- Paradoxie, z. B. „Die Geschichte lehrt, wie man sie fälscht.“ oder „Bevor ich mich aufrege, ist es mir gleich egal.“
- Alogismus, z. B. „Sind nackte Frauen intelligent?“
- Doppeldeutigkeit, z. B. „Analphabeten müssen diktieren.“
- Doppeldeutigkeit, Ironie, z. B. „Bakterien? Kleinigkeit!“
- Wortspiel

Alle Beispielaphorismen stammen von Stanisław Jerzy Lec.

## Anthologien
- Karl Dedecius: Bedenke, bevor du denkst. 2222 Aphorismen, Sentenzen und Gedankensplitter der letzten hundert Jahre. Suhrkamp, Frankfurt am Main 1984, ISBN 3-518-38920-3 (polnische Aphoristiker).
- Frederico Hindermann: Deutsche Aphorismen aus drei Jahrhunderten. Manesse, Zürich 1987, ISBN 9783717517429.
- Hans-Jürgen Quadbeck-Seeger: Zwischen den Zeichen: Aphorismen über und aus Natur und Wissenschaft. VCH, Weinheim 1988.
- Klaus von Welser: Deutsche Aphorismen. Piper, München 1988, ISBN 3-492-10815-6.
- Walter Schmitt (Hrsg.): Aphorismen, Sentenzen und anderes – nicht nur für Mediziner. 6. Auflage. Barth, Leipzig 1990.
- Ulrich Horstmann: English Aphorisms. Reclam, Stuttgart 1993, ISBN 3-15-009296-5 (englische Originaltexte, mit Übersetzungshinweisen).
- Gerhard Fieguth: Deutsche Aphorismen. Reclam, Stuttgart 1994 (durchgesehene und bibliographisch ergänzte Ausgabe), ISBN 3-15-059889-3.
- Fritz Schalk: Französische Moralisten. Diogenes, Zürich u. a. 1995, ISBN 3-257-22791-4.
- Harald Fricke; Urs Meyer: Abgerissene Einfälle. Deutsche Aphorismen des 18. Jahrhunderts. C. H. Beck, München 1998, ISBN 3-406-43669-2.
- Friedemann Spicker: Aphorismen der Weltliteratur. Reclam, Stuttgart 1999, ISBN 3-15-058017-X.
- Evelyne Polt-Heinzl (Hrsg.): Gute Gedanken für alle Tage. Philipp Reclam jun., Stuttgart 2000, ISBN 3-15-040044-9.
- Tobias Grüterich, Alexander Eilers, Eva Annabelle Blume: Neue deutsche Aphorismen. Eine Anthologie. Edition AZUR, Dresden 2010, ISBN 978-3-9812804-4-9.
- Friedemann Spicker: Es lebt der Mensch, solang er irrt. Reclam, Stuttgart 2010, ISBN 978-3-15-010741-6.
- Philip Kovce: Die schönsten deutschen Aphorismen. Insel Verlag, Berlin 2019, ISBN 978-3-458-19461-3.